# Чубрик, Тамара Владимировна
Тамара Владимировна Чубрик — советский хозяйственный, государственный и политический деятель, Герой Социалистического Труда.

## Биография
Родилась в 1937 году в деревне Барановичи. Член КПСС.
С 1962 года — на хозяйственной, общественной и политической работе. В 1962—1992 гг. — оператор машинного доения племзавода «Кореличи» Кореличского района Гродненской области Белорусской ССР.
Указом Президиума Верховного Совета СССР от 21 декабря 1983 года присвоено звание Героя Социалистического Труда с вручением ордена Ленина и золотой медали «Серп и Молот».
За увеличение производства высококачественной продукции животноводства на основе применения прогрессивной технологии в составе коллектива была удостоена Государственной премии СССР за выдающиеся достижения в труде 1979 года.
Делегат XXVI съезда КПСС.
Жила в Белоруссии.